# Champignon carnivore

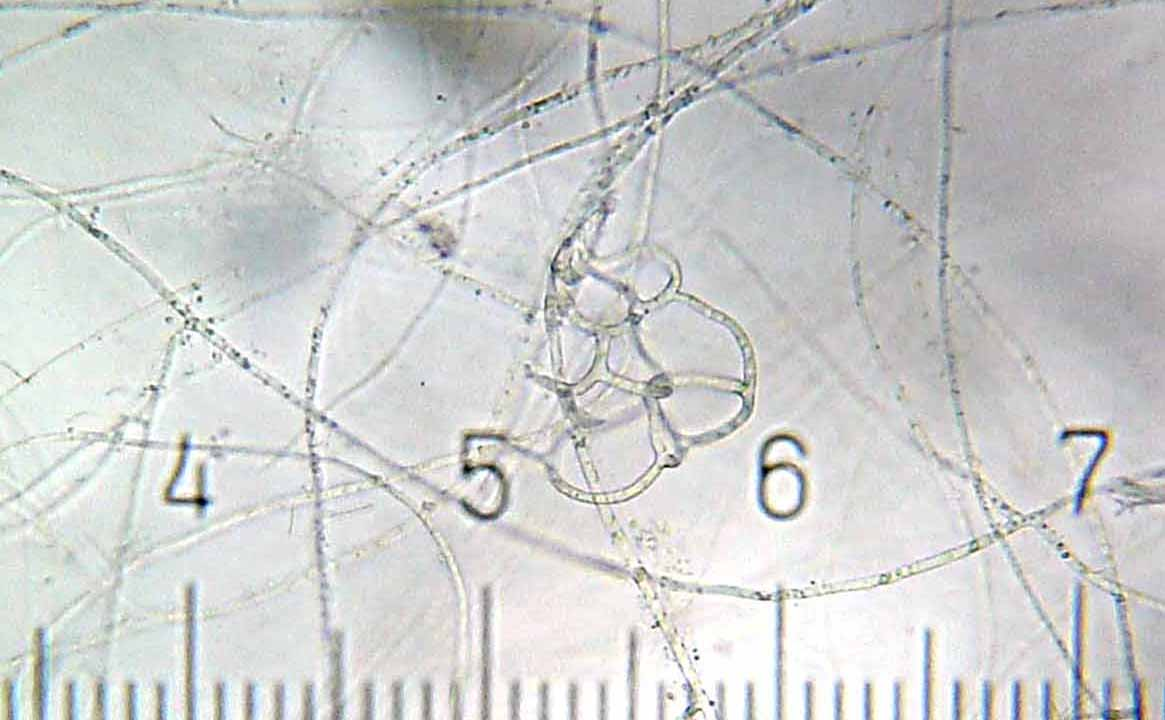
Un champignon ascomycète du genre Arthrobotrys, montrant le filet adhésif qu'il utilise pour capturer les nématodes dont il se nourrit.

Les champignons carnivores, ou champignons prédateurs, sont des champignons qui tirent une partie ou la plupart de leurs nutriments de la consommation d'animaux microscopiques. Plus de 200 espèces ont été décrites dans les divisions des Ascomycètes et des Basidiomycètes, ainsi que dans le groupe de Mucoromycotina. Elles vivent généralement au sol et piègent ou étourdissent principalement des nématodes, des amibes ou des collemboles.
Les champignons qui poussent sur l'épiderme, les poils, la peau, les ongles, les écailles ou les plumes d'animaux vivants ou morts sont considérés comme des dermatophytes plutôt que des carnivores. De même, cette notion exclut les champignons vivant dans les orifices ou le tube digestif des animaux, ainsi que les champignons entomopathogènes qui se fixent généralement à la surface externe des insectes. Tous ces exemples sont considérés comme du parasitisme ou du saprotrophisme plutôt que de la carnivorie.